# Bouvesse-Quirieu
Bouvesse-Quirieu är en kommun i departementet Isère i regionen Auvergne-Rhône-Alpes i sydöstra Frankrike. Kommunen ligger i kantonen Morestel som tillhör arrondissementet La Tour-du-Pin. År 2022 hade Bouvesse-Quirieu 1 493 invånare.

## Befolkningsutveckling
Antalet invånare i kommunen Bouvesse-Quirieu
Referens:INSEE